# Alojzy Guanella
Alojzy Guanella (ur. 19 grudnia 1842 we Campodolcino, zm. 24 października 1915 w Como) – włoski duchowny katolicki, święty Kościoła katolickiego.

## Życiorys
Syn Wawrzyńca i Marii, urodzony w niewielkiej wiosce alpejskiej położonej w Dolinie Spluga, na granicy włosko-szwajcarskiej, w tradycyjnej rodzinie góralskiej. Wraz z 12-osobowym rodzeństwem otrzymał od rodziców silną wiarę, zamiłowanie do modlitwy oraz wielką ufność w Opatrzność Bożą.
Jako dziecko był bardzo wrażliwy na ludzkie potrzeby, wraz z siostrą Katarzyną snuł plany na przyszłość – pragnął zostać apostołem ubogich.
2 kwietnia 1852 roku, w dzień Pierwszej Komunii Św. udał się samotnie w góry, aby tam w ciszy modlić się i rozmawiać z Dostojnym Gościem. Wtedy pojawiła się przed nim jakaś Pani, która mówiąc: "gdy będziesz dorosły, zrobisz to wszystko dla biednych", ukazała mu przyszłe plany i zadania.
Po ukończeniu szkoły podstawowej w Pianezzo, wstąpił do Kolegium Gallio w Como. Tutaj otrzymał gruntowną formację religijną i naukową. Po sześciu latach (w 1860) wstąpił do Niższego Seminarium Duchownego. Po dwóch latach filozofii rozpoczął studia teologiczne w Wyższym Seminarium Duchownym Św. Abondiusza w Como.
26 maja 1866 roku został wyświęcony na kapłana w diecezji Como i udał się, jako nominant do Prosto. Rok później został proboszczem w Savogno, gdzie spędził siedem lat i otworzył szkołę podstawową. Szczególnie interesował się sierotami i dziećmi upośledzonymi. Kolejne jego parafie to Traona, Olmo i Pianello Lario. Tak pracował przez 20 lat. Napisał około 40 książek i broszur dotyczących życia chrześcijańskiego, wychowania, historii Kościoła oraz biografie świętych. Często odwiedzał św. Jana Bosko, z którym łączyła go przyjaźń. Od niego przejął zamiłowanie do apostolstwa. W 1886 roku Luigi rozpoczął pełną i ostateczną realizację swych życiowych pragnień, odczuwając je jako Wolę Bożą. Otworzył pierwszy Dom Bożej Opatrzności w Como. Od tego czasu nastąpił szybki rozwój jego Dzieła.
Wkrótce założył Zgromadzenie Sióstr Córek Maryi Matki Bożej Opatrzności oraz Zgromadzenie Sług Miłości (znane popularnie jako Księża Guanellianie).
Zmarł w wieku 73 lat. Pozostawił po sobie 40 domów dla potrzebujących, upośledzonych i sierot.

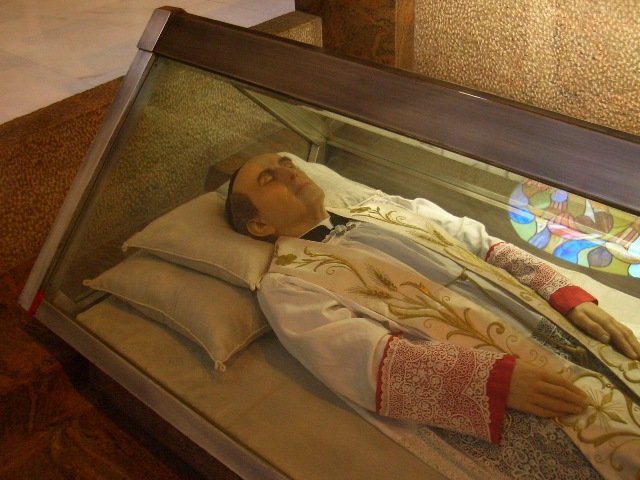
Relikwie bł. Alojzego Guanella w Sanktuarium Najświętszego Serca Jezusowego w Como

## Kult
Luigi Guanella został beatyfikowany 25 października 1964 roku przez Pawła VI, kanonizowany przez Benedykta XVI w dniu 23 października 2011 roku na Placu św. Piotra w Rzymie.
Jego wspomnienie liturgiczne obchodzone jest 24 października.